# 泰雅 (多尔多涅省)
泰雅（法語：Teyjat）是法国多尔多涅省的一个市镇，位于该省北部，属于农特龙区。该市镇总面积16.99平方公里，2009年时的人口为272人。

## 交通
多尔多涅省省道D92线和D93线分别经过泰雅境内北侧和南侧。

## 人口
泰雅人口变化图示